# Centro de Formación e Recursos da Coruña
El Centro de Formación y Recursos da Coruña es un órgano dependiente del Servicio de Formación del Profesorado de la Consejería de Educación y Ordenación Universitaria (Junta de Galicia).
Sus objetivos son contribuir a la formación permanente del profesorado, el intercambio de experiencias y reflexión sobre los procesos educativos y la dinamización pedagógica de los centros.

## Historia
La creación de los Centros de Formación Continuada del Profesorado (CEFOCOP) está basada en el Decreto 42/1989 del 23 de febrero (Diario Oficial de Galicia) que juntamente con los Centros de Recursos (CERE) según la Orden 28 de enero de 1985, se convirtieron en los Centros de Formación e Recursos (CFR) a partir de la publicación del Decreto 245/1999, del 1 de septiembre.

### Origen
Los Centros de Formación y Recursos (CFR) se crean después de la integración de los CEFOCOP, los CERE y los monitores del PANTEG (Plan de Aplicación de las Nuevas Tecnologías en la Educación en Galicia).
Su finalidad con dicha fusión, es lograr una mayor coordinación y eficacia.

#### Situación actual
Está compuesto por una sede central (La Coruña) y dos secciones: Carballo y Cee.
La sección de Betanzos ha desaparecido administrativamente (Orden 20 de junio de 2006).
El Centro de Formación y Recursos da Coruña, también es denominado como CEFORE o centro de formación del profesorado.

## Sedes
Cuenta con tres sedes, situadas en La Coruña, Carballo y Cee.